# Міс Всесвіт 1960
«Міс Всесвіт 1960» — дев'ятий конкурс краси «Міс Всесвіт», що відбувся 9 липня 1960 року в аудиторії Маямі-Біч у Маямі-Біч, штат Флорида, США.
Наприкінці заходу Акіко Кодзіма з Японії коронувала Лінду Бемент зі Сполучених Штатів як Міс Всесвіт 1960.  Бемент стала третьою представницею Сполучених Штатів, яка виграла конкурс.
У цьогорічному конкурсі краси взяли участь красуні з сорока трьох країн. Ведучим конкурсу був Чарльз Коллінгвуд.

## Передісторія

### Відбір учасниць
Для участі в конкурсі було відібрано учасниць із сорока трьох країн. Двоє учасниць отримали свої національні титули, а ще одна була обраний після проведення іншого національного конкурсу, щоб замінити початкового переможця, який втратив титул.

#### Призначення та заміни
Мері Кіроз, міс Яракуй 1957 року, була призначена представницею Венесуели на конкурсі "Міс Всесвіт", оскільки конкурс "Міс Венесуела" відбувся через кілька тижнів після "Міс Всесвіт".  Соня Менцель мала представляти Данію на "Міс Всесвіт", але відмовилася від участі з нерозголошених причин.  Потім Менцель була замінена Ліззі Гесс як представницею Данії. 

#### Дебюти, повернення та відмови від участі
У цьому виданні дебютували Йорданія, Португалія, Іспанія та Туніс, а також повернулися Чилі, Фінляндія, Гонконг, Ліван, Марокко, Нова Зеландія, Парагвай, Південна Африка, Суринам, Швейцарія та Венесуела. Південна Африка та Швейцарія востаннє брали участь у 1953 році, Гонконг та Нова Зеландія  у 1954 році, Фінляндія та Ліван востаннє брали участь у 1955 році, Марокко востаннє змагалося у 1957 році, а решта країн востаннє змагалися у 1958 році . 
Гватемала, Гаваї, Мексика, Польща, Таїланд та Туреччина відмовилися від участі. Гаваї знялися зі складу після того, як 21 серпня 1959 року стали штатом Сполучених Штатів, що призвело до пониження конкурсу краси «Міс Гаваї Всесвіт» з національного до рівня «Міс США» штату.  Лорена Веласкес з Мексики відмовилася із особистих причин.  Мажена Маліновська з Польщі відмовилася від змагань, вирішивши взяти участь в іншому міжнародному конкурсі краси.   «Міс Туреччина 1959 року», Фіген Озгюр, не брала участі, і її замінила «Міс Туреччина 1960 року», Небахат Чехре, але вона також відмовилас від участі і натомість змагалася на «Міс Світу 1960» .   Гватемала, Польща та Таїланд знялися зі змагань після того, як їхні відповідні організації не змогли провести національний конкурс або призначити делегата. Очікувалося, що в цьому виданні дебютують країни Камерун, Гаїті та Таїті, але всі вони не брали участі. Очікувалося, що Жульєн Айіссі Еєнга Фуда буде першою представницею Камеруну на конкурсі, але її дискваліфікували після того, як з'ясувалося, що вона неповнолітня.  Потім її замінила Сале Ассуен, але вона відмовилася з нерозголошених причин. Клуадінетт Фушар мала бути першою представницею Гаїті на конкурсі, але зняла свою кандидатуру, оскільки збиралася заміж. 

## Результати

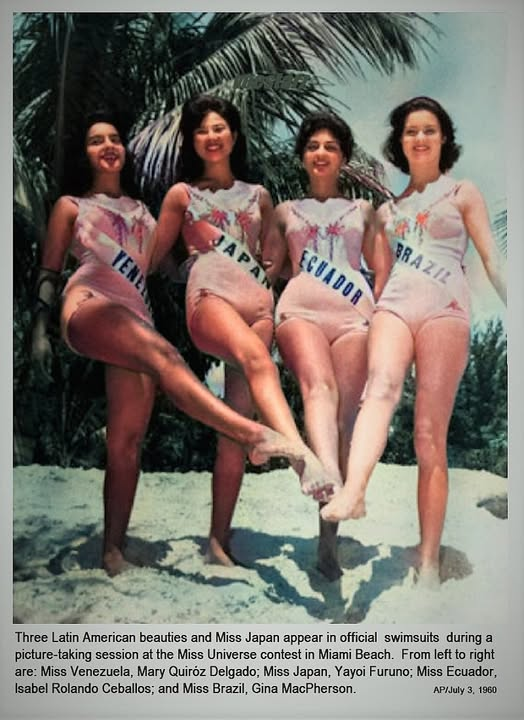
Представниці Венесуели, Японії, Еквадору та Бразилії під час дефіле в купальниках.

### Призові місця
| Призове місце    | Учасник |
| ---------------- | --- |
| Міс Всесвіт 1960 | - США– Лінда Бемент |
| 1-а віце-міс     | - Італія– Даніела Б’янкі |
| 2-а віце-міс     | - Австрія– Елізабет Ходак |
| 3-я віце-міс     | - Південна Африка– Ніколетт Карас |
| 4-а віце-міс     | - Іспанія– Марія Тереза дель Ріо |
| Топ-15           | - Бразилія– Джин Джина Макферсон - Колумбія– Стелла Маркес - Англія– Джоан Еллінор Бордман - Греція– Магда Пассалоглу - Ізраїль– Аліза Гур - Японія– Яйой Фуруно - Норвегія– Ранхіль Аас - Південна Корея– Сон Міхіджа - Швейцарія – Елейн Маурат - Західна Німеччина– Інгрун Меккель |

### Особливі нагороди
| Нагорода           | Учасник                               |
| ------------------ | ------------------------------------- |
| Міс Дружба         | - – М'їнт-М'їнт Мей - – Джуді Флетчер |
| Міс Фотогенічність | - – Даніела Б'янкі                    |

## Конкурс
Так само, як і в 1959 році, п'ятнадцять півфіналісток були обрані на попередньому конкурсі, який складався з конкурсу купальників та вечірніх суконь. Кожна з п'ятнадцяти півфіналісток виступила з короткою промовою під час фінальної телетрансляції, використовуючи свою рідну мову. Після цього п'ятнадцять півфіналісток знову продемонстрували себе у купальниках та вечірніх сукнях, і зрештою було обрано п'ятьох фіналісток.  

## Учасниці
Сорок три учасниці змагалися за титул.
| Країна | Учасниця                   | Вік | Рідне місто    |
| --- | -------------------------- | --- | -------------- |
| Аргентина | Роуз Марі Лінке            | 22  | Буенос-Айрес   |
| Австрія | Елізабет Ходак             | 18  | Відень         |
| Бельгія | Хуберт Бокс                | 19  | Брюссель       |
| Болівія | Ненсі Агірре               | 19  | Ла-Пас         |
| Бразилія | Джина МакФерсон            | 19  | Гуанабара      |
| Бірма | Мінт Мінт Мей              | 18  | Янгон          |
| Канада | Една МакВайкар             | 19  | Гелт           |
| Чилі | Марінка Польгаммер         | 19  | Сантьяго       |
| Колумбія | Стелла Маркес              | 21  | Пасто          |
| Коста-Рика | Ліла Родрігес              | 18  | Сан-Хосе       |
| Куба | Флора Лотен                | 18  | Гавана         |
| Данія | Ліззі Елінор Хесс          | 20  | Копенгаген     |
| Еквадор | Ізабель Роландо            | 21  | Кіто           |
| Англія | Джоан Бордман              | 22  | Валлесі        |
| Фінляндія | Майя Ліена Маннінен        | 21  | Гельсінкі      |
| Франція | Флоренс Ейр                | 21  | Париж          |
| [[Файл:Шаблон:Прапор Kingdom of Greece\|20x13px\|Kingdom of Greece]] Греція                                          | Магда Пасалоглу            | 24  | Афіни          |
| [[Файл:Шаблон:Прапор Holland\|20x13px\|Holland]] Голандія                                                            | Каріна Вербік              | 19  | Гаага          |
| [[Файл:Шаблон:Прапор British Hong Kong\|20x13px\|British Hong Kong]] Гонконг                                         | Вівьєн Чонг                | 20  | Гонконг        |
| Ісландія | Сванггільдур Якобсдоттір   | 19  | Рейкявік       |
| Ізраїль | Аліза Гур                  | 19  | Хайфа          |
| Італія | Даніела Бянкі              | 18  | Рим            |
| Японія | Яйой Фуруно                | 19  | Фукуока        |
| Йордан | Гелен Гіатанапулус         | –   | Амман          |
| Ліван | Гледіс Тейбет              | 18  | Бейрут         |
| Люксембург | Марі Вентурі               | 21  | Люксембург     |
| Марокко | Мерилін Ескобар            | 19  | Рабат          |
| Нова Зеландія | Лорейн Нава Джоунс         | 21  | Веллінгтон     |
| Норвегія | Рагнхільд Аас              | 19  | Осло           |
| Парагвай | Мерседес Руггіа            | –   | Асунсьйон      |
| Перу | Медалліт Галліно           | 19  | Ламбаєк        |
| Португалія | Марія Тереса Мотоа Кардосо | 19  | Лісабон        |
| [[Файл:Шаблон:Прапор Union of South Africa\|20x13px\|Union of South Africa]] Південна Африка                         | Ніколет Карас              | 19  | Йоганнесбург   |
| Південна Корея | Сон Міхіджа                | 19  | Сеул           |
| Іспанія | Марія тереза дель Ріо      | 21  | Мадрид         |
| [[Файл:Шаблон:Прапор Suriname (Kingdom of the Netherlands)\|20x13px\|Suriname (Kingdom of the Netherlands)]] Суринам | Крістін Джі Сам Фоек       | 21  | Парамарибо     |
| Швеція | Біргіт Офлінг              | 22  | Уппсала        |
| Швейцарія | Елейн Морат                | 19  | Женева         |
| Туніс | Марі Луїс Каррігес         | –   | Туніс          |
| США | Лінда Бемент               | 18  | Солт-Лейк-Сіті |
| Уругвай | Айріс Тереза Убал          | 22  | Монтевідео     |
| Венесуела | Мері Кірос                 | 21  | Каракас        |
| Західна Німеччина | Інгрун Меккель             | 18  | Дюссельдорф    |